# Marcel Guilloux
Pour les articles homonymes, voir Guilloux.
Marcel Le Guilloux, dit Marcel Guilloux (en langue bretonne : Marsel Gwilhou), né le 8 octobre 1930 à Lanrivain et mort le 11 juin 2024 à Saint-Nicolas-du-Pélem, est un cultivateur et chanteur français d'origine bretonne.
Il est l'une des figures emblématiques du kan ha diskan. Il a contribué à la transmission du chant aux nouveaux chanteurs.

## Biographie

### Enfance et formation
Marcel Le Guilloux est né le 8 octobre 1930 à Lanrivain.
Marcel Guilloux est le benjamin d'une famille de huit enfants, élevés dans la ferme familiale de Krec'h Morvan à Lanrivain,.
Il apprend le breton via les membres de sa famille. Il apprend le français à l'école, où il était interdit de parler breton.
Son problème de vue l'empêche d'aller à l'école avant ses 10 ans. Contrairement à certains de ses camarades, il ne poursuit pas ses études au collège de Saint-Nicolas-du-Pélem mais reste travailler à la ferme
Dans le monde rural du Centre-Bretagne, le chant et la danse s'expriment après les travaux agricoles, durant plusieurs semaines pour les pommes de terre. Son père, qui parlait bien français, participe à la Première Guerre mondiale. Il meurt en 1953. Alors qu'il avait encouragé son fils à suivre dans les bals les voisins musiciens après la moisson estivale, Marcel interrompt ses sorties pendant un an, comme en était la coutume par respect pour le défunt.

### Du plinn à la gavotte et au fisel
Il recommence à parler breton dans un cercle celtique formé d'une trentaine de jeunes de Lanrivain en octobre 1957. Bien qu'ils se parlent en breton, ils ne connaissent pas les paroles des danses plin et chantent en français pour danser lors des bals musette. Dans le but de monter une pièce de théâtre, Marcel Le Guilloux, âgé de 27 ans, est désigné pour chanter en breton au sein de cet ensemble, avec Job Le Verge. Ils sont demandés ensuite pour animer des fêtes. Ces années d'après guerre sont décisives avec la relance des festoù-noz ; les chanteurs de kan ha diskan montent sur une estrade devant les danseurs, le micro commence à arriver, les concours se multiplient comme ceux qui font gagner du tabac (dañs ar butun). Deux sonneurs de Bourbriac, Georges Cadoudal et Étienne Rivoallan, font danser le groupe une fois par semaine. En 1959, Marcel Guilloux les accompagne en tant que danseur au championnat des sonneurs à Gourin, où ils décrochent leur premier prix par leur maîtrise du plin.
Issu du pays plinn, il se rend souvent à l'épicentre du phénomène, près de Carhaix, découvrir les danses gavottes afin d'élargir son répertoire. Il apprend les chants à l'écoute des chanteurs et retient rapidement ton ha son (l'air et les paroles) : « Certains anciens n'avaient pas envie qu'on apprenne, parce que dans les fest-noz il y avait des concours. Ils n'avaient pas envie qu'on rafle les prix. ». Mais en kan ha diskan, Marcel Guilloux « finissait toujours le dernier », en plaisante-t-il à 81 ans. Il participe au Kan ar bobl dès 1978 et en 2008 le prix « Marcel Le Guilloux » est attribué pour le concours de kan ha diskan. Depuis les années 1960, il participe activement à perpétuer et à faire revivre la mémoire du Centre-Bretagne, celle de la voix, chantée ou parlée, celle du geste et du corps. Tout de suite, il reprend le kan-ha-diskan mais chante aussi des mélodies et complaintes : « ma première gwerz, je l'avais apprise de ma belle-sœur. Si pour la danse chaque terroir a son style, pour la gwerz c'est chaque chanteur qui a le sien ». Son répertoire provient en partie de ses rencontres avec la grande chanteuse de gwerz, Madame Bertrand. Il améliore son interprétation du style fisel après avoir rencontré le professeur d'Erik Marchand, Emanuel Kerjean, qui lui fait la remarque et lui donne quelques leçons (« Pendant dix ans je l'ai mal chanté, personne ne me disait rien. »).

### Un «passeur de mémoire»

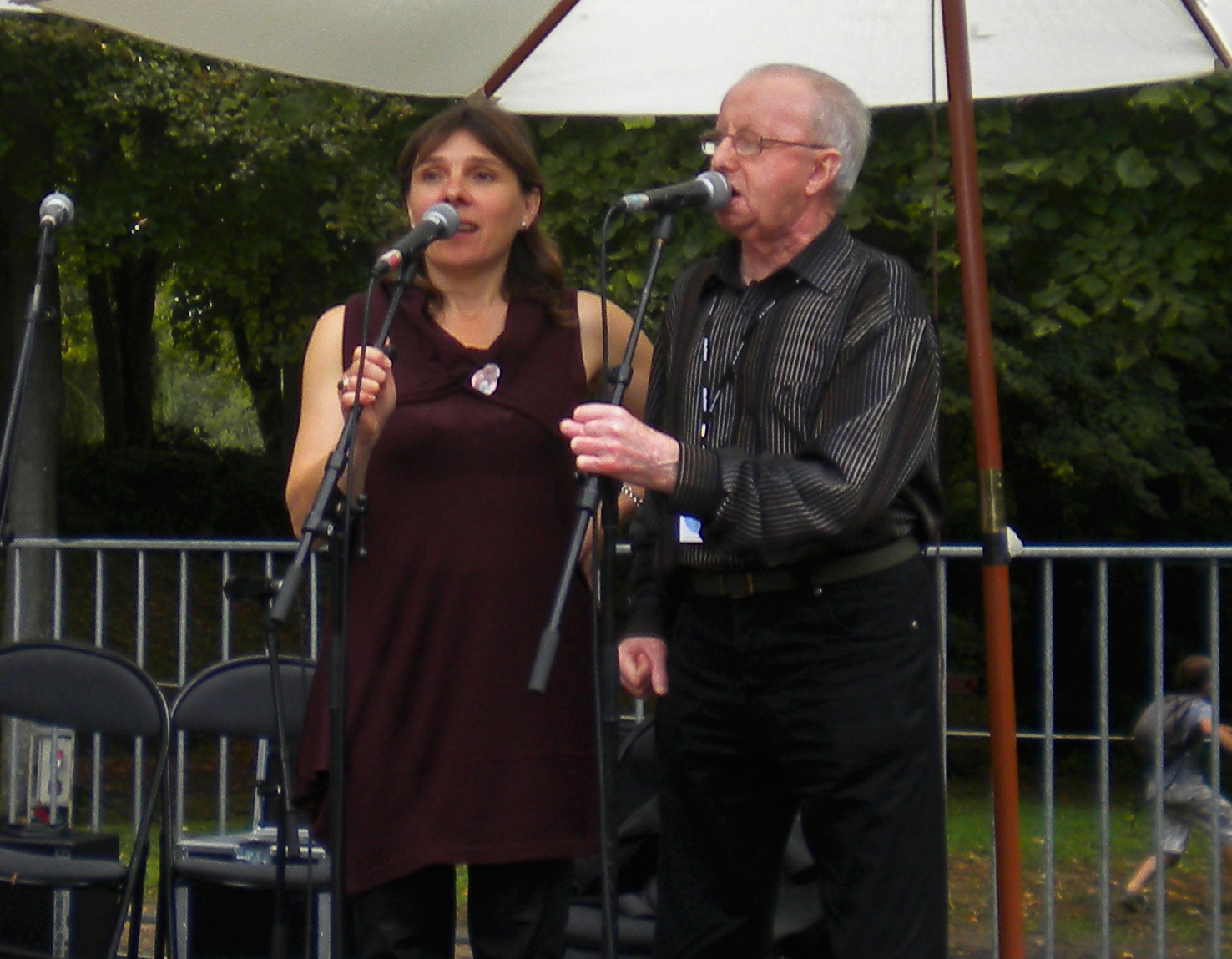
Annie Ebrel et Marcel Guilloux au festival d'Île-de-France à Villarceaux en 2011.

Dans les années 1960, il multiplie ses passages dans les festoù-noz et créé même quelques nouvelles chansons à danser. Il vit aussi le renouveau culturel des années 1970, avec la multiplication de ces fêtes pour lesquelles il joue du kan-ha-diskan avec ses compères de l'époque, comme Guillaume Jégou. Dès le début des années 1980, en parallèle de sa carrière de chanteur, il anime des stages pour transmettre son savoir à un large public. C'est donc naturellement, s'inscrivant dans la lignée de ces ancêtres en recréant ainsi un lieu social, que sa démarche de chanteur et de conteur trouve sa juste place. Il anime des stages à La Chapelle-Neuve (tous les ans, environ 30 stages pour Mod All), à Paris, au Québec, au Danemark... Il a enseigné aux générations suivantes : Ifig Flatrès, Annie Ebrel, Denez Prigent, Marthe Vassallo, Nolùen Le Buhé, Ronan Guéblez, Claudine Le Flohic... Mais pour Yann-Fañch Kemener ou Erik Marchand, il considère qu'ils ont appris autant qu'il a appris. À partir de 1979, Yann-Fañch Kemener a été son nouveau partenaire de fest-noz, jusqu'en studio d'enregistrement, en 1984. Il est administrateur de Radio Kreiz-Breizh depuis sa création en 1983.

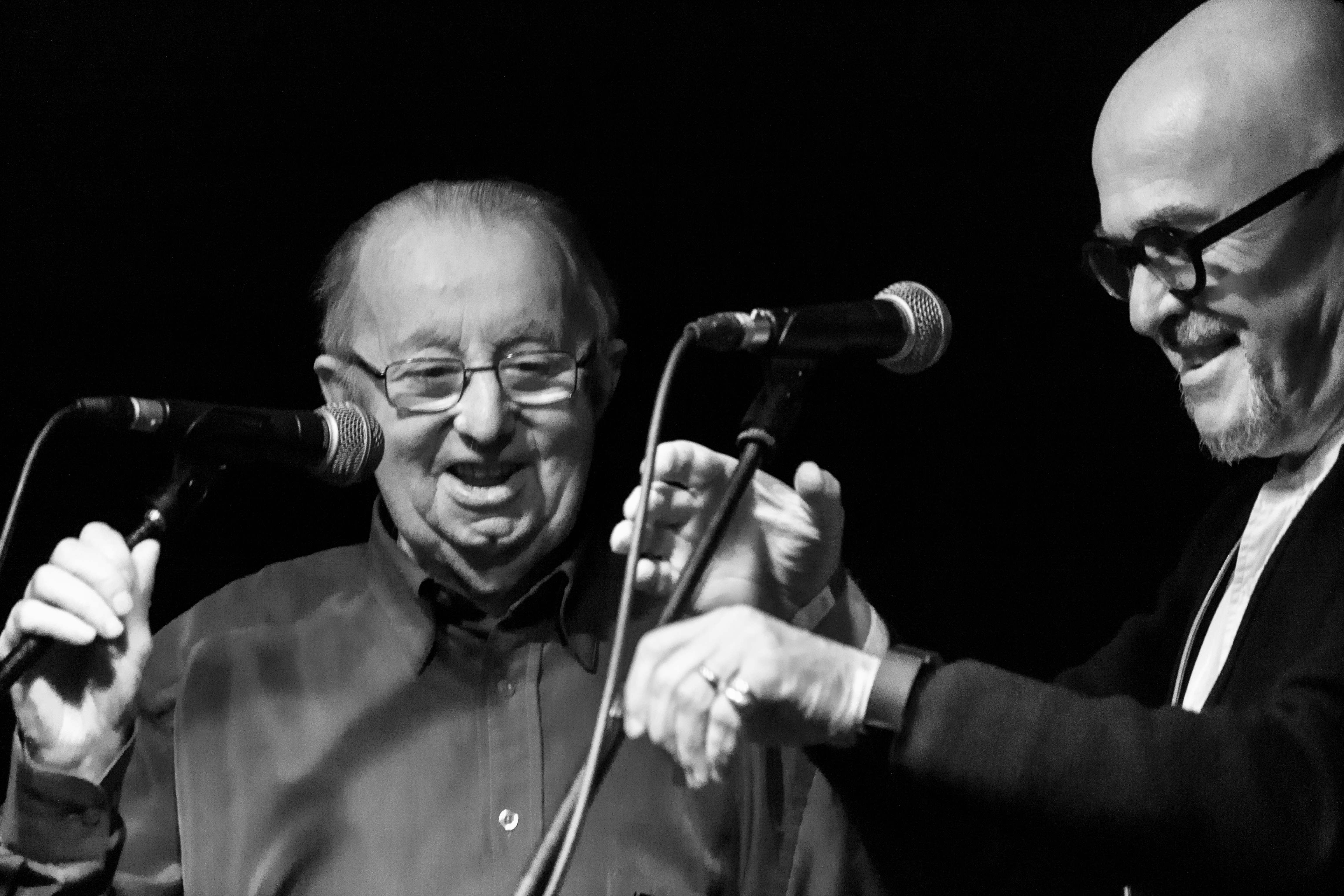
Fest-noz avec Yann-Fañch Kemener en 2016

En 2004, il enregistre Un Dewezh 'ba Kerc'h Morvan chez Coop Breizh.
Avec Yann-Fañch Kemener il est allé en Suisse, avec Annie Ebrel au Danemark, en Allemagne, avec Erik Marchand au pays de Galles, en Cornouailles anglaise, en Yougoslavie, au Québec... Il partage donc la scène avec les élèves qu'il a formés depuis 1984. Il est pour une ouverture dans le respect de la tradition.
Le 16 octobre 2010, une grande fête est organisée à l'occasion de ses 80 ans. Chaque année, il participe au concours plin du Danouët à Bourbriac depuis les premières éditions à la fin des années 1970. Il accompagne le bagad Boulvriag sur scène, lors de fest-noz, spectacles ou concours.

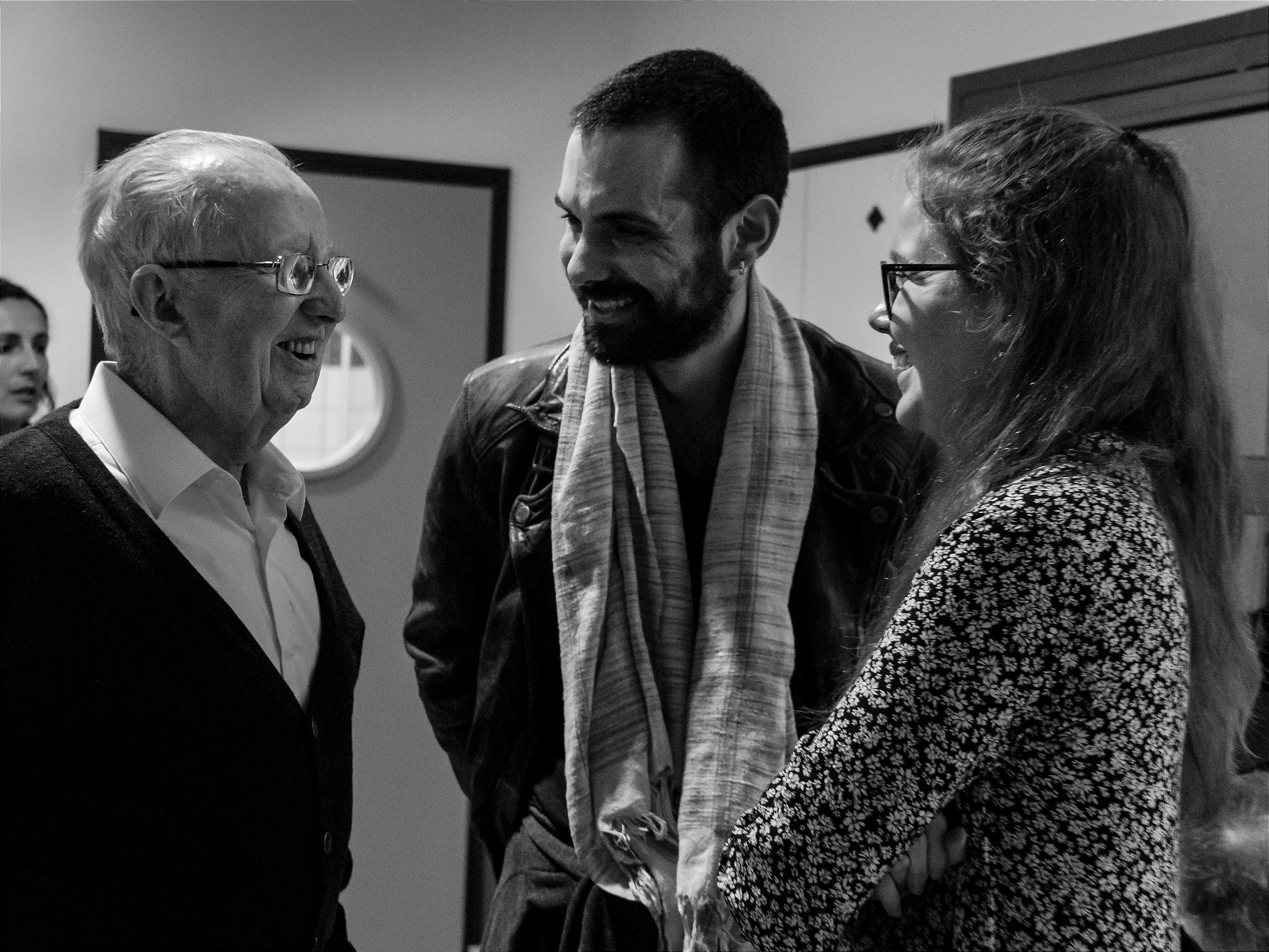
Marcel Le Guilloux, Youenn Lange et Sterenn Diridollou en sortie de scène en mars 2019, pour le fest-noz de sortie du livre CD qui lui est consacré.

En 2019, Dastum et les Presses universitaires de Rennes publient un livre-CD qui lui est consacré dans la collection Patrimoine oral de Bretagne : Marcel Le Guilloux. Chanteur, conteur, paysan du Centre-Bretagne,.
En mai 2022, il quitte Lanrivain pour rejoindre l’Ehpad Ti Kerjean à Saint-Nicolas-du-Pélem.

### Décès
il décède le 11 juin 2024 à l'âge de 93 ans, dans la commune de Saint-Nicolas-du-Pélem.

## Hommage
Le 14 juin 2024, un hommage lui est rendu à Lanrivain.

## Décoration
- Officier de l'ordre des Arts et des Lettres (17 juillet 2015)[27],[28].

## Discographie
- 1991 : Kontadennoù (Radio Kreiz Breizh, cassette)Cassette audio, collection « Kont »
- 2004 : Un devezh 'ba Krec'h Morvan (Coop Breizh Coop Breizh, CD 952)Avec Yann-Fañch Kemener, Annie Ebrel et Erik Marchand

1. Zant Nikolas
2. Tiens bon la bouteille
3. Pa basan 'barzh ar ger man
4. Penherezh ar miliner
5. Kontadenn ar boulanjer
6. Ar merer paour
7. 'Barzh ar ger a lost ar c'hoat
8. Ar merer paour
9. Ar merc'hetaer
10. Krouer an nenv hag an douar
11. Kontadenn Yann a Voen deuz ar Geodet
12. Tristat'e ma vlanedenn
13. Me 'zo deit aman henoez
14. Ar butun
15. Kontadenn marechal kozh kergoublou

### avecYann-Fañch Kemener
- 1982 : Kan ha Diskan - Chants à danser, 33 tours, Arion, ARN 34702 / Réédition en 1991 dans Kanou Kalon-Vreizh - Chants Profonds de Bretagne, Vol. 1, Arion, CD, ARN 64167 et en 2008 The True Songs Of Brittany, Arion, CD, 54768
- 1985 : Vent d'Ouest - Le chant d'un monde - 33 tours, Arion - ARN 34776
- 1997 : Kan ha diskan, CD, Coop Breizh, CD 445

### avecSkolvan
- 1991 : Kerz Ba'n' Dañs, Keltia Musique, CD, KMCD 016

### Participations
- 1978 : Bro vFañch - Cahier Dastum n°5, Dastum, 33 tours
- 1981 : Kazetenn ar Vro Plinn, Journal parlé du pays Plinn de 1978 à 1981, ARCOB, Radio Kreiz Breizh, cassette
- 1988 : Kan, Kan ar Bobl Duault 1988, avec Annie Ebrel, Radio Kreiz Breizh, cassette
- 1994 : Fañch ha Fisel - Danses du Centre-Bretagne, avec Annie Ebrel, École de musique de Rostrenen, cassette
- 1996 : 'Tre ho ti ha ma hini, Annie Ebrel, Coop Breizh, CD, GWP 012
- 2003 : Gouez, Loened Fall, An Naer, CD, NAER 702
- 2008 : Festival Plinn du Danouët 2008, avec Marcel Ollivier, Association pour la restauration de la chapelle du Danouët, CD
- 2010 : Festival Plinn du Danouët 2010, avec Poulmarc'h et Simon, Association pour la restauration de la chapelle du Danouët, CD
- 2013 : Annie Ebrel - 30 ans de chant, avec Annie Ebrel, CD, Autoproduction, AE30C6906
- 2016 : Carré Manchot 30!, Carré Manchot, Coop Breizh, CD CAR30

## Films
- Marsel, paotr-plaen (« Marcel, chanteur de plinn »), documentaire réalisé par Bastien Le Guillou, 2010, France 3, 26 min voir en ligne
- Marsel Gwilhouz, ur skouarn da selaou, documentaire réalisé par Jérémy Véron et Yann Simon, accompagné d'images d'archives de Nicole et Michel Sohier, produit par l’association « Connaissance et sauvegarde du patrimoine de Saint-Nicolas-du-Pélem », 2010, 52 min
- Un nozvezh e Breizh (« Une nuit en Bretagne »), film réalisé par Sébastien Le Guillou, 2016, Poischiche Films coprod. France Télévisions, Tébéo, Tébésud, TVR, 52 min voir sur YouTube